# Otfried Höffe
Otfried Höffe (sinh ngày 12 tháng 9 năm 1943 ở Leobschütz, Oberschlesien) là một triết gia Đức, người trở nên nổi tiếng với công trình về đề tài đạo đức, Aristoteles và Immanuel Kant.

## Tiểu sử
Höffe học triết học, lịch sử, thần học và xã hội học ở Münster, Tübingen, Saarbrücken và München từ năm 1964 đến năm 1970. Trong luận án năm 1971 (Triết học Thực tiễn: Mô hình của Aristotle), ông đã chỉ ra rằng khái niệm phấn đấu trong đạo đức của Aristotle là căn bản. Năm 1970 và 1971, ông là nghiên cứu sinh tại Đại học Columbia. Năm 1974, ông bảo vệ luận án tiến sĩ ở München với đề tài Chiến lược của nhân loại. Về đạo đức của các quá trình ra quyết định công.
Năm 1976, ông trở thành giáo sư triết học thực thụ tại Đại học Duisburg. Từ năm 1978 đến năm 1992, ông giữ ghế giáo sư về đạo đức và triết học xã hội cũng như giám đốc của Viện Triết học Xã hội và Chính trị Quốc tế tại Fribourg. Đồng thời, ông được ủy nhiệm giảng dạy Luật triết học từ năm 1978 đến năm 1990 tại Đại học Fribourg. Ông cũng giảng dạy tại đại học ETH Zurich từ 1986 đến 1998 về đạo đức xã hội. Từ năm 1992 cho đến khi ông nghỉ hưu vào tháng 9 năm 2011, ông là giáo sư về Triết lý tại Đại học Tübingen, nơi ông thành lập vào năm 1994, Viện Nghiên cứu về Triết lý chính trị và trở thành thành viên của ngành luật. Năm 2002, ông đã được trao giải thưởng văn học Bayern (Karl-Vossler-Preis) cho những minh họa khoa học có giá trị văn học, và kể từ năm đó cũng giáo sư khách mời thường xuyên về triết lý luật tại Đại học St. Gallen.

### Hoạt động
Hoffe là tác giả của nhiều cuốn sách chủ yếu về đạo đức, triết học pháp lý, chính trị và kinh tế và Kant và Aristotle và là thành viên chính thức của Viện Khoa học Heidelberg và cũng là thành viên của Viện Khoa học Quốc gia Leopoldina. Cuốn sách về công bằng chính trị của ông đã được dịch ra mười thứ tiếng. Höffe nghiên cứu rộng rãi về John Rawls, lý thuyết về công lý của ông ta được Höffe phổ biến ở Đức từ những năm 1970. Từ ngày 1 tháng 6 năm 2009 đến cuối năm 2015, ông là chủ tịch của Ủy ban Đạo đức quốc gia trong lĩnh vực y học về con người ở Thụy Sĩ.
Trong tháng 7 năm 2010 Höffe từ chối tham gia Ngày thế giới về triết học mà được UNESCO giao cho nước Cộng hòa Hồi giáo Iran tổ chức, vì lo sợ, sau khi chức chủ tịch được đưa cho Haddad-Adel, ngày này hoạch định tổ chức vào tháng 11 ở Tehran sẽ biến thành một "buổi tổ chức tuyên truyền" của Tổng thống Mahmoud Ahmadinejad.
Otfried Höffe sống ở Tübingen.